# Weinbau in West Virginia
Weinbau in West Virginia bezeichnet den Weinbau im amerikanischen Bundesstaat West Virginia. Gemäß US-amerikanischem Gesetz ist jeder Bundesstaat und jedes County per definitionem eine geschützte Herkunftsbezeichnung und braucht nicht durch das Bureau of Alcohol, Tobacco, Firearms and Explosives als solche anerkannt zu werden.
Die 11 Weingüter (Stand 2008) verteilen sich auf 3 Herkunftsbezeichnungen, die den Status einer  American Viticultural Area genießen. Aufgrund der strengen Winter konzentrieren sich die Weinbauern auf den Anbau französischer Hybridreben. Bedeutendste Rebsorte aus der Familie der Vitis vinifera (die sogenannten europäischen Edelreben) ist der winterharte Riesling, der überwiegend im Nordosten des Bundesstaates angebaut wird.